# Kronologija Domovinskog rata: svibanj 1992.

### 1. svibnja
- Na zasjedanju KESS-a donijeta nova Deklaracija o BiH, u kojoj je jasno imenovan napadač: JNA i paravojne formacije koje podržava Srbija.[1]
- Američki Senat prihvatio rezoluciju kojom zahtijeva od Bijele kuće da odgodi priznanje nove Jugoslavije, sve dok vlada u Beogradu ne promijeni militantno vladanje.[1]
- Predstavnici triju zajednica u BiH počeli su u Lisabonu proučavati prijedlog Josea Cutileria o teritorijalnom razgraničenju Republike.[1]
- Mete topničkih napada na Osijek bili isključivo civilni ciljevi, a pritom je ranjeno 14 građana.[1]
- Neprijatelj minira preostale kuće u Župi dubrovačkoj.[1]
- Srbijanski agresori zauzeli su odašiljač Vlašić i tako blokirali program RTV Sarajeva.[1]

### 2. svibnja
- Pregovori o BiH, koji su pod pokroviteljstvom EZ-a vođeni u Lisabonu, obustavljeni nakon što Srbi nisu povukli svoje topništvo oko Sarajeva.[1]
- Srpska vojska izazvala novi incident kod Dubrovnika kada su pogodili gliser s časnicima UN na ulazu u uvalu Zaton, na sreću nitko nije ranjen.[1]
- Po povratku iz Lisabona predsjednika Predsjedništva BiH Aliju Izetbegovića i njegovu kćer zarobila tzv. Jugoslavenska armija i pod prijetnjom oružja odvela u vojarnu Lukavica blizu Sarajeva.[1]
- U Hrvatskoj 222 665 izbjeglica iz BiH.[1]
- Velika pobjeda hrvatske PZO nad zrakoplovstvom velikosrpske JNA koja je pokušavala srušiti most između Slavonskog i Bosanskog Broda: srušili 6 zrakoplova MIG-21 i oštetili 1 MIG-29. Dokumentirano u filmu Most.Narod.hr Petar Horvatić: (VIDEO) 2. svibnja 1992. Slavonski Brod – jedinstveni ratni podvig slavonskih junaka, 2. svibnja 2018. (pristupljeno 3. svibnja 2018.)[1]

### 3. svibnja
- Slovenski predsjednik Milan Kučan poziva na hitno angažiranje svjetske zajednice u zaustavljanju agresije JA na BiH.[1]
- Srpsko zrakoplovstvo teško oštetilo most na Savi između Slavonskog i Bosanskog Broda. Hrvatski vojnici tom prilikom srušili četiri, a oštetili dva srpska miga.[1]
- Srbijanski mediji obilježili obljetnicu masakra 12 hrvatskih policajaca u Borovu Selu, pretvorivši gnusni zločin u herojski čin.[1]
- Otetog predsjednika BiH Aliju Izetbegovića i njegovu kćer jugoarmija pustila iz vojarne u Sarajevu, gdje je bio zatočen 24 sata, u zamjenu za svog generala Milutina Kukanjca.[1]
- Zrakoplovi JA raketirali Široki Brijeg.[1]

### 4. svibnja
- Jednoglasnom odlukom Prošireni biro Parlamentarne skupštine Europskog savjeta odobrio Hrvatskoj status posebnog gosta u toj najstarijoj europskoj integraciji.[1]
- Belgija oštro optužuje jugoarmiju za ubojstvo europskog promatrača, inače njezinog građanina, kod Mostara.[1]
- Zadar bez struje i vode, sedam ranjenih u Metkoviću, agresor i dalje uništava imovinu Hrvata u okupiranoj Baranji.[1]
- Podaci o uništenim ili oštećenim spomenicima kulture u Hrvatskoj govore da su najviše stradale crkve.[1]
- Šest avionskih bombi, tzv. krmača, koje je neprijateljska avijacija bacila na Jelas nedaleko Slavonskog Broda, ubilo 16 osoba, od čega šestero djece u skloništima svojih obiteljskih kuća, a više od 60 osoba je ranjeno.[1]
- Predsjednik Predsjedništva BiH Alija Izetbegović od svijeta zatražio vojnu pomoć.[1]
- Predsjednik Republike Hrvatske dr. Franjo Tuđman na konferenciji za novinare u Zagrebu izjavio kako Hrvatska neće intervenirati u Bosni i Hercegovini.[1]

### 5. svibnja
- Ministri inozemnih poslova pet država članica Nordijskog vijeća u Vandi, kod Helsinkija, osudili upletanje SR Jugoslavije u događaje u BiH.[1]
- Dopredsjednik Vlade BiH, Muhamed Čengić u razgovoru s turskim premijerom Demirelom zatražio vojnu intervenciju Turske.[1]
- Jugoslavensko predsjedništvo službeno objavilo da napušta svaku kontrolu nad jugoslavenskom vojskom u BiH.[1]
- Hrvatskoj upućen prijedlog o sukcesiji bivše Jugoslavije, u kojem je osnovno načelo pri raspodjeli imovine, prava i obveza pravednost i ravnopravnost svih stranaka u pitanju, a u skladu s tim, imovina i obveze koje su korištene i povezane s jednom ili više republika raspoređuju se tim republikama, uz pravednu kompenzaciju ostalima.[1]

### 6. svibnja
- Amerika zahtijeva potpuno isključenje tzv. jugoslavenske delegacije iz KESS-a.[1]
- Washington spreman razmotriti oštrije mjere protiv Srbije.[1]
- Potpredsjednik Vlade Republike Hrvatske dr. Milan Ramljak uručio glavnom tajniku UN molbu za ulazak Hrvatske u svjetsku organizaciju.[1]
- Srbi su u bosanskošamačkom selu Crkvini brutalno ubili 16 zatočenika - Hrvata i Muslimana.[1]
- Hrvatske oporbene stranke uputile KESS-u, EZ-u, Vijeću sigurnosti UN, Promatračkoj misiji UN, UNPROFOR-u, zajednički zahtjev za zaustavljanje srpsko-jugoslavenske agresije na Balkanu.[1]
- Srbija traži podjelu Bosne i Hercegovine.[1]
- Hrvatska zbrinjava 500.000 prognanika i izbjeglica.[1]
- Početak protjerivanja Hrvata iz srbijanskoga dijela Srijema, kada je oko 30.000 ljudi moralo prisilno iseliti.ij, mm: U Vojvodini brutalno pretučen katolički svećenik vlč. Berislav Petrović  Narod.hr. 6. svibnja 2015. Pristupljeno 5. rujna 2020.[1]

### 7. svibnja
- U Osijeku od posljedica bombardiranja izgorjelo dvoje ljudi, ponovno oštećena opća bolnica, strogo središte grada, povijesna jezgra, tvrđa, te gusto naseljen Donji grad.[1]
- U kazamatima Stare Gradiške Hrvate batinaju do smrti.[1]
- Srbi su u bosanskošamačkom selu Crkvini, Srbi su brutalno ubili 17 zatočenika - Hrvata i Muslimana.[1]

### 8. svibnja
- Europska demokratska unija (EDU) protivi se priznanju nove Jugoslavije.[1]
- SAD kritizira plan o podjeli BiH, a naglašeno da nije moguć nijedan sporazum na štetu Muslimana i legitimne, demokratski izabrane bosanske vlade.[1]
- U Mostaru granate pogodile kulu na starome mostu, franjevačku crkvu i samostan, srušeni i zapaljeni biskupski ordinarijat i mostarska katedrala.[1]
- Neprijateljski zrakoplovi raketirali Imotski.[1]
- Istaknute četničke glavešine imaju privatne logore u koje dovode hrvatsko pučanstvo, a oslobađaju onoga kojemu je obitelj u mogućnosti platiti novcem ili zlatom izlazak na slobodu.[1]

### 9. svibnja
- STRANE agencije o smjenama u vodstvu jugovojske govore kao o velikoj podvali Slobodana Miloševića svijetu.[1]
- VELIKA smjena osvajača na dubrovačkom području - Crnogorci odlaze, Srbijanci dolaze.[1]
- ČETNICI prijete razaranjem hidrocentrale Peruča na Cetini.[1]
- MINISTARSTVO obrane i Štab Teritorijalne obrane BiH pozvali sve u obranu zemlje.[1]

### 10. svibnja
- ALIJA Izetbegović zatražio pomoć od snaga UN, koje bi se mogle angažirati na deblokadi putova i željeznice, kontroli mostova i graničnih prijelaza.[1]
- TEŠKO razoreni Mostar odsječen od svijeta, ali branitelji obranili središte grada.[1]
- EGIPAT zabrinut za sudbinu Muslimana u BiH, te će to pitanje postaviti na konferenciji nesvrstanih zemalja.[1]

### 11. svibnja
- SRPSKA okupacijska vojska prije napuštanja Hrvatske pljačka, pali i ruši sve što joj se nađe na putu.[2]
- PLJAČKE na privremeno okupiranom području ne mogu spriječiti ni jedinice UNPROFOR-a.[2]
- U HRVATSKOJ 230,063 izbjeglice iz BiH.[2]
- MEĐUNARODNI Crveni križ razmatra mogućnost da iz sigurnosnih razloga ode iz Sarajeva.[2]
- ULTIMATUM banjalučkim Muslimanima i Hrvatima.[2]

### 12. svibnja
- JEDNOGLASNOM odlukom članica KESS-a, Srbija odnosno Jugoslavija isključena iz KESS-a.[2]
- ODLUCI Europske zajednice da povuče svoje ambasadore iz Beograda pridružile se i Sjedinjene Američke Države.[2]
- DEVASTIRANJE Jadrana od strane tzv. JNA, prvi je predmet raspravljanja novog Međunarodnog suda za zaštitu sredozemnog morskog okoliša.[2]
- GLAVNI zapovjednik mirovnih snaga UN general Satish Nambiar uputio generalu Antonu Tusu, načelniku Glavnog stožera HV, pismo u kojem navodi da bi UNPROFOR mogao preuzeti odgovornost za istočni sektor 15. svibnja u 8 sati.[2]
- HRVATSKA primljena u članstvo Međunarodne organizacije civilne avijacije (ICAO).[2]
- ČETNIČKE dobrovoljačke horde iz Srbije poklale desetine civila u hrvatskim selima općine Brčko.[2]
- U BOSANSKOBRODSKOM selu Donja Vrela Srbi su ubili najmanje 10 hrvatskih civila.[2]
- U BRATUNCU i Srebrenici zaklano 500 osoba, uglavnom Muslimana.[2]
- EUROPSKA zajednica donijela Deklaraciju o BiH.[2]
- Zrakoplov agresorskog Jugoslavenskog ratnog zrakoplovstva projektilima gađao Ploče. Doletio je iz pravca Pelješca oko 20 sati, obrušio se na Ploče i ispalio projektile. Nije bilo stradalih, ali je nanio materijalnu štetu.():Prošlo je 28 godina od granatiranja Ploča  Portal Rogotin. 12. svibnja 2020. Pristupljeno 9. srpnja 2020.[2]

### 13. svibnja
- JUGOSLAVENSKA armija objavila da je jučer Bosnu i Hercegovinu napustilo 3.530 pripadnika JA iz Srbije i Crne Gore, ta će vojska, kako se ističe, biti vraćena u Jugoslaviju.[2]
- ZAPALJEN dubrovački aerodrom u Ćilipima.[2]
- NA GOSPIĆ i okolicu palo više od 600 projektila.[2]
- RAKETIRANA luka Ploče.[2]
- ČETNICI u brčanskoj mjesnoj zajednici Gluhakovac ubili i zaklali više od 70 civila.[2]
- MISIJA KESS-a ocijenila da parlamentarni izbori u SR Jugoslaviji, koji će se održati 31. svibnja, neće biti pravedni ni slobodni.[2]

### 14. svibnja
- EUROPSKI parlament zatražio od Vijeća sigurnosti UN i od Europske zajednice da proglase naftni embargo kako bi se prekinula agresija na BiH, ne spominjući srpske vlasti.[2]
- NA sastanku na otoku Baliju bivša Jugoslavija doživjela prvi puta u Pokretu nesvrstanih pravi poraz, njezino članstvo u toj organizaciji postavljeno pod znak pitanja.[2]
- KANADA se priključila skupini od pedeset država koje u okviru KESS-a zahtijevaju potpuno povlačenje JA iz BiH.[2]
- SRBI ponovno topnički gađali franjevački samostan na otočiću Visovac.[2]
- POKUŠAN atentat na Aliju Izetbegovića, predsjednika BiH.[2]

### 15. svibnja
- NAKON što je Rusija u Vijeću sigurnosti odustala od podrške Beogradu, očekuje se da će Vijeće sigurnosti 22. svibnja formalno donijeti rezoluciju kojom će preporučiti Generalnoj skupštini da se Hrvatska i Slovenija prime u UN.[2]
- NJEMAČKA želi da prognanici iz Bosne i Hercegovine ostanu u Hrvatskoj.[2]
- SAVEZNA republika Jugoslavija spriječila ulazak Hrvatske i Slovenije u Pokret nesvrstanih.[2]
- PREDSJEDNIK Europske komisije Jacques Delors izjavio da Komisija razmatra uvođenje oštrih mjera protiv Srbije, optuživši tzv. saveznu armiju kao glavnog krivca za sarajevsku tragediju.[2]
- REPUBLIKA Slovenija za državljane Srbije i Crne Gore uvela ulazne vize, te zabranila teretnim vozilima i autobusima s registarskim tablicama SRJ ulazak na područje Slovenije.[2]

### 16. svibnja
- AMERIČKI ambasador Warren Zimmermann napustio Beograd.[2]
- INDONEZIJA priznala Republiku Hrvatsku.[2]
- SRPSKI mediji javili da je kod Darde ubijeno deset ljudi: šest Hrvata, tri Roma i jedan Srbin, svoja razbojstva Srbi pokušavaju pripisati hrvatskim diverzantima.[2]
- PREDSJEDNIŠTVO Hrvatske zajednice Herceg-Bosna usvojilo odluku o uvođenju privremene izvršne vlasti na području zajednice.[2]
- SRBOVOJSKA napustila Tuzlu.[2]

### 18. svibnja
- VIJEĆE sigurnosti prihvatilo Rezoluciju broj 753, kojom preporuča Generalnoj skupštini da primi Republiku Hrvatsku u punopravno članstvo UN.[2]
- IZ Sarajeva, opsjednutog od srpskih snaga, plave kacige preselile u Beograd, na taj paradoks diskretno upozoravaju francuske novine.[2]
- BEOGRAD dosad napustilo 29 od ukupno 79 ambasadora.[2]
- ISLAMSKE zemlje za intervenciju UN u BiH.[2]

### 19. svibnja
- TRI četvrtine od 200 zastupnika Sjeveroatlantske skupštine na proljetnom zasjedanju u Kanadi potpisalo apel kojim se poziva NATO da intervenira u bivšoj Jugoslaviji.[2]
- IRAN opozvao ambasadora iz Beograda.[2]
- OSLOBOĐENE Zamasline, jako neprijateljsko uporište u blizini Stona.[2]
- POTPISAN dogovor HDZ BiH i SDA o zajedničkoj borbi protiv srpskog agresora na području BiH.[2]
- IZ zaplijenjene dokumentacije jugovojske vidljivo da je dr. Radovan Karadžić aktivni agent kontraobavještane službe JNA.[2]
- MUSLIMANI Mostara izdali proglas svojim borcima u kojemu se od njih traži da se stave pod zapovjedništvo HVO-a.[2]
- ŠVICARAC Frederic Maurice (39), predstavnik Međunarodnog odbora Crvenog križa (CICR) preminuo od posljedica ranjavanja u Sarajevu, kada je na njega pucao srpski snajperist.[2]

### 20. svibnja
- KOMITET visokih dužnosnika KESS-a razmotrio najnovije događaje na području bivše Jugoslavije i zaključio da je nasilju izvor u Beogradu.[2]
- ZRAKOPLOVI JAT-a više ne mogu slijetati na američke aerodrome, priopćio State Department.[2]
- UNPROFOR i službeno dobio domaćina - Hrvatsku, umjesto nepostojeće Jugoslavije.[2]
- NEPRIJATELJ se na dubrovačkom području povlači prema Popovu polju, Ljubinju i Trebinju.[2]
- KOORDINACIJA oporbenih parlamentarnih stranaka Hrvatske dala potporu obrambenom savezu s BiH.[2]

### 21. svibnja
- NA BEČKOM zasjedanju Izbjegličkog samita zaključeno da je u Hrvatskoj i BiH došlo do najvećeg egzodusa nakon 1945. godine. U HRVATSKOJ 505,833 prognanih i izbjeglih osoba.[3]
- HRVATSKA vojska oslobodila Čepikuće iznad Slanog.[3]
- PRIHVAĆANJEM uredbe sa zakonskom snagom Predsjedništvo BiH ozakonilo stvaranje oružanih snaga BiH.[3]

### 22. svibnja
- REPUBLIKA Hrvatska primljena u članstvo Ujedinjenih naroda, aklamacijom odlučila Generalna skupština UN.[3]
- NA 46. zasjedanju Glavne skupštine UN govorio predsjednik Republike Hrvatske dr. Franjo Tuđman, te naglasio da Hrvatska u svemu prihvaća Povelju Ujedinjenih naroda i da će biti privržena načelima Povelje i vladavini međunarodnog prava.[3]
- PRILIKOM primanja u članstvo UN Hrvatske, Slovenije i BiH govorio i E. J. Perkins, predstavnik SAD u UN, te naveo da je za strahote na području bivše Jugoslavije odgovorna vlada u Beogradu.[3]
- WASHINGTON poduzima dodatne mjere kažnjavanja Beograda protjerivanjem srbodiplomata iz SAD.[3]
- AMERIČKI predsjednik George Bush obavijestio pismom talijanskog premijera G. Andreottija da vlada u Washingtonu ozbiljno razmatra nove mjere kojima bi sa zaustavila srpska agresija na BiH.[3]
- EUROPSKA komisija predložila europskoj dvanaestorici trgovinski embargo protiv Srbije.[3]
- U NAPADIMA na Zadar tri osobe ranjene, pričinjene velike materijalne štete, tenkovskim granatama gađan otok Ugljan.[3]

### 23. svibnja
- VIJEĆE sigurnosti UN - na prijedlog Britanije, Francuske i SAD - razmatra uvođenje naftnog embarga protiv Srbije.[3]
- IRAN neće prodavati naftu Jugoslaviji.[3]

### 24. svibnja
- RUSIJA podržava razmještanje vojnika UN na širem prostoru bivše Jugoslavije.[3]
- OVLAŠTENI predstavnici SDA, HDZ BiH i SDS u Ženevi potpisali sporazum Međunarodnog Crvenog križa, po kojemu se zaraćenim stranama zabranjuje ubijanje, mučenje i okrutno postupanje s osobama koje ne sudjeluju aktivno u neprijateljstvima, uzimanje talaca, izricanje i izvršavanje smrtnih presuda bez prije provedenog postupka.[3]
- POČELO seljenje jugovojske iz sarajevskih vojarni.[3]
- JUGOVOJSKA danas napušta Lastovo.[3]
- OBILJEŽENA 100. godišnjica rođenja Josipa Broza Tita.[3]

### 25. svibnja
- BRITANCI najavljuju koordinirane sankcije protiv Srbije.[3]
- WASHINGTON i Bonn jedinstveni u pogledu oštrih kazni protiv Beograda - suglasili smo se da valja razmisliti o slanju mirovnih snaga u skladu sa 7. poglavljem UN - rekao njemački ministar Kinkel.[3]
- VIS i Lastovo JA napokon napušta, a promatrači EZ-a bi na tim otocima trebali ostati cijelo vrijeme izmještanja jugomornarice, odnosno do njihovog konačnog iseljenja.[3]
- AMERIČKI ministar vanjskih poslova James Baker prvi put usporedio današnju Srbiju s Hitlerovom Njemačkom.[3]
- HRVATSKA delegacija posjetila Memorijalni centar za izučavanje holokausta Yad-Vashem u Jeruzalemu, gdje je u Šatoru sjećanja položila vijenac pred pločom s natpisom Jasenovac te razvila zastavu Republike Hrvatske.[3]

### 26. svibnja
- U New Yorku odlučeno da se snage UNPROFOR-a u sektoru Istok pojačaju kako bi zaustavile nasilno iseljavanje civila koje provode srpski odmetnici i dijelovi bivše jugoslavenske armije.[3]
- UNATOČ brojnim pregledima srpskih carinika, izvjestitelji Liberationa, Figaroa i AFP-a uspjeli prokrijumčariti film sa snimkama masakra 29 Muslimana u Novoj Kasabi.[3]
- PREDSJEDNIK SAD George Bush najavljuje, ako sankcije protiv Jugoslavije ostanu bez rezultata, pokretanje Balkanske oluje.[3]
- DUBROVNIK potpuno slobodan, okupator se u bijegu povukao s dubrovačkog područja.[3]
- NAKON susreta u Sarajevu, Izetbegović i Kozirev izjavili da se zalažu za cjelovitu Bosnu i Hercegovinu.[3]
- BOMBARDIRANO sarajevsko rodilište.[3]
- STRAVIČNI četnički zločini u Bratuncu - otac morao piti sinovljevu krv.[3]

### 27. svibnja
- EUROPSKA dvanaestorica donijela odluku o ekonomskom embargu protiv Beograda i o isključenju tzv. Savezne Republike Jugoslavije iz znanstveno-tehničke suradnje, športskih natjecanja te potpunom prekidu zračnog prometa s Beogradom.[3]
- SLOVENIJA zatražila isključenje Savezne Republike Jugoslavije iz UN.[3]
- U LISABONU prekinuta Mirovna konferencija o BiH. Muslimanska delegacija se povukla zbog srpskog bombardiranja Sarajeva.[3]
- STATE Department najoštrije osudio teroristički napad srpskih odmetnika i bivše JNA na Sarajevo.[3]
- PREDSJEDNIŠTVO BiH odlučilo poslati Vijeću sigurnosti UN zahtjev za vojnu intervenciju.[3]

### 28. svibnja
- KINA ne prihvaća uvođenje sankcija protiv Jugoslavije.[3]
- GLAVNI tajnik UN Boutros Ghali protivi se sazivanju mirovne konferencije o Jugoslaviji.[3]
- AUSTRIJA neće dozvoliti otvaranje nikakve jugoambasade u Beču, izjavio šef austrijske diplomacija Alois Mock.[3]
- HRVATSKA akademija znanosti i umjetnosti usvojila Deklaraciju o BiH.[3]
- BRIGADA Kralj Tomislav, pod zapovjedništvom Mate Šarlije-Daidže, postala prvi korpus BiH vojske.[3]
- OSLOBOĐENA Župa Dubrovačka.[3]

### 29. svibnja
- SJEDINJENE Američke Države zaključile da Jugoslavija više ne postoji. Štoviše, mi ne držimo da su Srbija i Crna Gora nasljednici Jugoslavije - rekao na sjednici KESS-a vođa američke delegacije R. V. Perina.[3]

### 30. svibnja
- Prihvaćena Rezolucija 757 s najtežim političkim, ekonomskim i diplomatskim sankcijama protiv velikosrbijanske agresije.[3]
- U Mostaru neprijateljsko topništvo srušilo još jedan most, ovoga puta najprometniji Titov most.[3]
- Svekolikoj javnosti i svjetskim političkim čimbenicima upućujem apel za spas Hrvata i Muslimana Prijedora, Ljubije, Kozarca i Sanskog Mosta u BiH koji su izloženi svakodnevnoj strahovladi i zločinima srpskih paravlasti. Pomognite dok ne bude prekasno! - rekao je u Zagrebu predsjednik Zavičajne zajednice Ljubija Luka Gavranović gostujući u TV emisiji Slikom na Sliku HTV-a. Javnost je tada po prvi put čula za postojanje koncentracijskih logora Keraterm, Omarska i Trnopolje na prostoru općine Prijedor, a u kojima se od 22. svibnja odvode i zatvaraju tamošnji Hrvati i Muslimani.[3]
- Bosanski Srbi su izveli oružani napad na Hrvate i Muslimane grada Prijedora. Ubijeno je više stotina osoba a više tisuća preživjelih je zatvoreno u logore Keraterm, Trnopolje, Omarsku.[3]

### 31. svibnja
- Poslije polustoljetne okupacije jugomornarica napustila najjužnije jadranske otoke - Vis i Lastovo.[3]
- Na Dubrovačkom bojištu neprijatelj uzmiče, ali grad i dalje pod ubitačnom vatrom barbara.[3]
- Hrvatsko vijeće obrane, u dosad najvećoj bici u BiH, oslobodilo Modriču.[3]
- Poslije oslobađanja Ravnog, postrojbe HVO ušle u Stolac, kojeg su četnici napustili.[3]
- Srpska strahovlada u Prijedoru se nastavlja nesmanjenom žestinom - po gradskim ulicama brojni leševi ubijenih prijedorskih Hrvata i Muslimana te kolona uhićenika na putu ka nekom od obližnjih konclogora.[3]
- U Banjaluci bačen eksploziv na džamiju Arnaudija, koja se nalazi u središtu grada i jedan je od najstarijih objekata islamske kulture u BiH.[3]
- Protiv 325 građana Našicapodignute optužnice da su sudjelovali u oružanoj pobuni protiv Republike Hrvatske.[3]
- Ministar vanjskih poslova Njemačke Klaus Kinkel podržao prijedlog da se ustanovi sud za ratne zločince, koji bi sudio Srbima odgovornim za pokolje.[3]
- Televizijski intervju s Miloševićem na TF1 pokazao da je njegovo ime sinonim za teror.[3]
- Saddam Hussein šalje Srbiji oružje, senzacionalno je otkriće britanskog lista Observer.[3]
- Demonstracije u Beogradu protiv rata i Miloševića.[3]